# Chaetomitrium darnaedii
Chaetomitrium darnaedii är en bladmossart som beskrevs av Hiroyuki Akiyama och Suleiman 2001. Chaetomitrium darnaedii ingår i släktet Chaetomitrium och familjen Hookeriaceae. Inga underarter finns listade i Catalogue of Life.